# Den sista hunden i Rwanda
Den sista hunden i Rwanda är en svensk kortfilm från 2006 av Jens Assur med Jonas Karlsson och Reine Brynolfsson. Filmen är Jens Assurs debutfilm som regissör och manusförfattare.

## Handling
David, nyhetsfotograf och 24 år, är i Rwanda för att rapportera om folkmordet. Tillsammans med den 30 år äldre reportern Mats reser han genom det krigshärjade landet och försöker skildra folkmordet på tutier och moderata hutuer 1994. En film om fascinationen av krig, om kopplingen mellan David som krigslekande liten pojke och det verkliga kriget med dess dragningskraft på den vuxne mannen.

## Bakgrund
Den sista hunden i Rwanda är Jens Assurs debut som regissör och manusförfattare. Den delvis självbiografiska novellfilmen bygger på Assurs egna upplevelser som journalistfotograf i ett krigshärjat Afrika. Filmen fick internationell genomslag och blev hans genombrott som filmregissör.

## Rollista (urval)
- Jonas Karlsson - David
- Reine Brynolfsson - Mats
- Victor Ndnuni - Peter
- Vukile Mhlomi - John
- Leo Danielsson - David som ung
- Ann-Sofie Rase - Davids mor
- Lennart Schmidt - Davids far

## Festivaler och priser
Sedicicorto - International Film Festival, Italien
Juryns specialutnämnande
2008

Tribeca Film Festival, USA
Bäst korta spelfilm/best short narrative
2007

Nashville Film Festival, USA
Bästa kortfilm/best short narrative
2007

Clermont Ferrand International Short Film Festival, Clermont Ferrand, Frankrike
Grand Prix i sektionen International Competition
2007

Palm Springs International Festival of Short Films, USA
Best Live Action over 15 minutes
2007

ARCIPELAGO International Festival of Short Films and New Images, Italien
Bästa kortfilm
2007

Flickerfest, Australien
Coopers Award, bästa kortfilm
2006